# Ylodes levanidovae
Ylodes levanidovae är en nattsländeart som beskrevs av Morse och Vshivkova 1997. Ylodes levanidovae ingår i släktet Ylodes och familjen långhornssländor. Inga underarter finns listade i Catalogue of Life.